# نادر إبراهيمي
نادر إبراهيمي (3 أبريل 1936 في طهران - 5 يونيو 2008) هو كاتب وكاتب سيناريو ومصور ومخرج وممثل إيراني.

## روابط خارجية
- نادر إبراهيمي على موقع IMDb (الإنجليزية)
- نادر إبراهيمي على موقع قاعدة بيانات الفيلم (الإنجليزية)
- نادر إبراهيمي على موقع كينوبويسك (الروسية)